# Мединщина
Мединщина (історично хутір Велички) — колишнє село в Україні, Ніжинському районі Чернігівської області. Підпорядковувалось Талалаївській сільській раді.
Розташовувалося за 6 км на південь від Талалаївки, на висоті бл.130 м над рівнем моря.
Вперше згадане 1859 року як хутір Велички, що складався з 3 дворів і мав населення 14 осіб. З 1920-хироків мав назву Мединщина.
Станом на 1987 рік фіксувалося вже як урочище Мединщина, тож принаймні з середини 1980-х у селі ніхто не проживав. 14 серпня 2003 року Чернігівська обласна рада зняла село з обліку.
Територія села частково розорана. Збереглося кладовище.
Назву зниклого села сьогодні носить одне із фермерських господарств Талалаївки.